# Reliez Valley
Reliez Valley statisztikai település az USA Kalifornia államában, Contra Costa megyében. Lakosainak száma 3354 fő (2020. április 1.).

## Népesség
A település népességének változása:

| 2010 | 3 101 |
| 2020 | 3 354 |